# 黄颊麦鸡
黄颊麦鸡（学名：Vanellus gregarius），也称长脚麦鸡，鸻科麦鸡属的一种中等体型的鸟类。主要分布于亚洲中部地区。

## 形态特征
成鸟头顶黑色，眼前黑色，形成的穿眼纹在眼后变细。面部其他部分和上颈呈土黄色。上体大部分覆羽呈橄榄灰褐色。初级飞羽黑色，次级飞羽白色。胸部包括颈基部灰色或沾褐色。嘴部和腿部黑色。两性相似，雌鸟头顶和腹部稍淡。